# Odair Santos
Odair Santos (Limeira, 17 de maio  de 1981) é um atleta paralímpico brasileiro e recordista mundial.
Conquistou inúmeras medalhas em três edições dos Jogos Paralímpicos, sendo a última de prata em 2016 no Rio de Janeiro, representando seu país na categoria 5000 m masculino T11.